# Horilka (alkoholno piće)
Horilka (ukr. горілка) je naziv za ukrajinsko žestoko alkoholno piće, sinonim za ukrajinsku votku ili domaću ukrajinsku rakiju. Prema posljednjim istraživanjima europskih stručnjaka iz Rusije, Švedske i Finske, ukrajinska votka odnosno horilka trenutno ima najbolju kvalitetu u svijetu. Ta su saznanja pokrenula rasprave o svrstavanju horilke u poseban disciplinski red alkoholonog pića zaštićenog posebnim pravnim mjerama.

## Osnovne karakteristike
Horilka se najčeće dobije destilacijom žita, krumpira, meda, šećerne repe i drugih prirodnih proizvoda. U Ukrajini među alkoholnim pićima ima jednaki status kao ruska votka u Rusiji. Horilka ima podjednako žestok okus, a omjer alkohola u industrijski proizvedenom piću se najčešće kreće između 40 i 80 posto.
Horilka se danas masovno proizvodi i preprodaje širom svijeta te je među mnogim ljubiteljima izvan država bivšeg Sovjetskog Saveza postala omiljeno žestoko piće. Proizvodi se u raznim okusima i varijantama, u zadnje vrijeme su sve traženije horilke dobivene destilacijom raznog voća. Riječ «horilka» prema pojedinim zapisima potječe iz najkasnije 1562. godine, a poznati su i njezini etnonimi «harilka», «horilec», «horička» i drugi. Porijeklo imena «Horilka» potječe od glagola «hority», što u prijevodu sa ukrajinskog znači «goriti» ili «žariti».

## Vanjske poveznice
- Horilka: Vodka of Ukraine—includes a gallery of labels
- Ukrainian Alcoholic Beverages